# Johann Gerhard Christian Rücker
Johann Gerhard Christian Rücker (* 1722 in Windsheim; † 5. April 1780 ebenda) war ein deutscher Rechtswissenschaftler.

## Leben
Rücker hatte bei seinem Onkel Johann Conrad Rücker (1691–1778) seit dem 14. Juli 1739 an der Universität Leiden ein Studium der Rechtswissenschaften aufgenommen. Hier hatte er sich dabei so positiv entwickelt, dass er 1744 anfing selbst Unterricht zu erteilen und er 1747 für eine Rechtsprofessur an der Universität Harderwijk in Betracht kam. Er blieb aber in Leiden, wo er am 14. Mai 1751 nach der Verteidigung der Abhandlung de L. 6 § 1 D. quemadm. servit. amitt.; L. 49 D. de re judic. et de effect. sent.; L. 21 § 1 D. de pactis (Leiden 1751) zum Doktor beider Rechte promovierte. 1752 wurde er Professor für Zivilrecht an der Universität Groningen, welches Amt er am 11. September mit der Rede de Subsidiis futuro JCto antrat und über römisches Recht dozierte. 
Am 7. Juli 1760 beriefen ihn die Kuratoren der Universität Utrecht zum Professor des Zivilrecht. Diesem Ansuchen kam er nach und hielt am 22. September 1760 dort seine Antrittsrede de juris civilis disciplina, morum magistra. In dieser Eigenschaft hatte er auch 1763/64 das Rektorat der Alma Mater inne. Ein schweres Asthma nötigte ihn 1769 in seine Geburtsstadt zurückzukehren. Seine Professur wurde jedoch beibehalten, da man sich eine gesundheitliche Erholung erhoffte. Meistens hielt er sich in Windsheim seinem Geburtsort auf. Gelegentlich besuchte er Erlangen, wo ihn der Umgang mit den dortigen Gelehrten das Leben angenehmer machen sollte. Jedoch ein starker Gichtanfall mit einer damit verbundenen Lähmung, nötigte ihn abermals nach Windsheim zurückzukehren, wo er schließlich verstarb.